# Миколаївка (Скадовський район)
Микола́ївка — село в Україні, у Скадовській міській громаді Скадовського району Херсонської області. Населення становить 341 особа.

## Населення
Згідно з переписом УРСР 1989 року чисельність наявного населення села становила 342 особи, з яких 148 чоловіків та 194 жінки.
За переписом населення України 2001 року в селі мешкали 342 особи.

### Мовний склад
Рідна мова населення за даними перепису 2001 року:
| Мова       | Чисельність, осіб | Доля     |
| ---------- | ----------------- | -------- |
| Українська | 313               | 91,79 %  |
| Російська  | 28                | 8,21 %   |
| Разом      | 341               | 100,00 % |

## Історія
До Каланчацької волості відносилося й найстаріше село Скадовського району — Миколаївка (нині Птахівської сільської ради). Офіційно датою його заснування вважається 1797 р., саме тоді ці землі купив поміщик Микола Щетинцев і з 1805 р. став переселяти сюди своїх кріпаків з Полтавської губернії. Заселяв М.Щетинцев відразу три села — Миколаївку та Благодатний Щетинець за кілька верст від неї, а також Щетинці, що розташовувалися на схід від річки Каланчак. Проте на карті 1812 р., де чітко видно землі поміщика Читинського, не вказано жодного поселення.
В Миколаївці за переписом 1858 р. нараховувалося 42 кріпаки чоловічої статі. Після 1861 р. звільнені селяни переселилися з Благодатного Щетинця в Миколаївку створили одну громаду. Всі селяни отримали по 6,5 дес. землі. В тому ж році Миколаївка віднесена до Чаплинської волості. 30 травня 1873 р. було проголошено створення Каланчацької волості, Миколаївка була віднесена до новоутвореної волості.
В 1885 р. селяни Миколаївки мали під садибами 8 дес. землі, ріллі — 172 дес., а загалом придатної 279,5 дес. В тому році в селі нараховувалося 14 дворів, 43 жінки та 42 чоловіки з яких 19 робітників у віці від 18 до 60 років. Поза межами села, там де був Благодатний Щетинець, було ще 6 дворів. За віком до 7 років в селі проживало 15 хлопчиків та 13 дівчаток, від 7 до 13 років — 3 хлопчики та 9 дівчаток, від 13 до 17 років — 2 юнаки та 1 дівчина, від 17 до 30 років — 10 чоловіків та 10 жінок, від 30 до 60 років — 9 чоловіків та 6 жінок, старше 61 року 3 чоловіків та 4 жінки.
В 1885 р. лише одна миколаївська родина не засівала землі, ще одна родина засівала до 5 дес., З родини засівали від 5 до 10 дес., 7 родин — від 10 до 25 дес., З родин — від 25 до 50 дес., і жодна родина не засівала понад 50 дес. землі. Всі жителі села наймали додатково працівників, причому 11 родин по 1 робітнику, а 3 родини по 2 працівника, котрі приходили сюди з Каланчаку.
В 1887 р. 42 селянина здавали на зберігання зерно до земського резервного складу. Станом на 1887 р. Миколаївському сільському товариству належало 278,5 дес. землі. В 1899 р. кількість землі була теж 278,5 дес. але з'явився 1 вітряний млин.
В 1914 р. в селі нараховувалося 26 дворів, у яких проживало 140 жителів, з яких 72 чоловіки та 68 жінок. Загалом селяни Миколаївки мали тоді 236 дес. придатної для обробки землі. В селі було 45 коней 31 корову, 41 телят та 57 голів дрібної худоби. В 1915 р. в селі Миколаївка був власний священик Іоанн Мінін-Маєвський.
В 1923 р. була ліквідована Каланчацька волость і Миколаївка разом з Каланчацькою сільрадою увійшла до новоствореного Чаплинського району. В селі на момент ліквідації волостей нараховувався 31 двір, де мешкали 55 чоловіків та 70 жінок. Рішенням Президії виконкому Херсонського округу від 28.02.1925 р. село Миколаївка вилучили з Чаплинського району та приєднали до Тарасівської сільської ради Скадовського району. Станом на 1927 р. село нараховувало 37 дворів, у яких проживало 84 чоловіки та 99 жінок
В селі працює школа I—II ступенів. Адреса школи: Шкільна вул., 30
Відповідно до Розпорядження Кабінету Міністрів України від 12 червня 2020 року № 726-р «Про визначення адміністративних центрів та затвердження територій територіальних громад Херсонської області» увійшло до складу Скадовської міської громади.
24 лютого 2022 року село тимчасово окуповане російськими військами під час російсько-української війни.